# The Boys in the Boat
The Boys in the Boat ist ein im Jahr 2023 erschienener US-amerikanischer Historienfilm von George Clooney, der auf dem gleichnamigen Historienroman von Daniel James Brown basiert.

## Handlung
Der Sachroman beschreibt die Mannschaft der University of Washington, die die Vereinigten Staaten bei den Olympischen Sommerspielen 1936 in Berlin im Rudern vertrat, darunter die Trainer, den Bootsbauer George Yeomans Pocock sowie die beteiligten Studentensportler der Arbeiterklasse, insbesondere Ruderer Joe Rantz, der praktisch von seiner Familie verlassen wurde und in jungen Jahren sich selbst überlassen blieb.

## Produktion
Im Jahr 2011 kaufte The Weinstein Company die Verfilmungsrechte des Romans. Im Jahr 2018 gingen diese an Lantern Entertainment über, die wiederum mit Metro-Goldwyn-Mayer Pictures eine Distributionsvereinbarung abschloss. Im Jahr 2020 wurde bekanntgegeben, dass George Clooney als Regisseur für die Produktion angeworben wurde.
Die Dreharbeiten begannen im März 2022. Gedreht wurde bei den Winnersh Film Studios im englischen Berkshire, sowie in Los Angeles und Berlin. Die Olympischen Sommerspiele 1936 und Szenen rund um das Bootshaus der University of Washington wurden auf den Cleveland Lakes in der Nähe von Swindon (in Großbritannien) gedreht. Mitglieder verschiedener Bootsclubs in der Region, darunter St Hugh’s Boat Club und Oriel College Boat Club der University of Oxford wurden als Statisten rekrutiert. Sie verkörperten im Film die Ruderer der verschiedenen Nationalmannschaften, die bei den Olympischen Sommerspielen 1936 antraten.
Die Premiere von The Boys in the Boat fand am 11. Dezember 2023 in Los Angeles statt. Im selben Monat wurde der Film in den US-Kinos veröffentlicht.